# 二宮淳一
二宮 淳一（にのみや じゅんいち、1972年6月24日 - ）はフリーアナウンサー。オフィス・ケイ・ステーション所属。東京都港区出身。血液型はO型。

## 経歴
- ラジオNIKKEI主催レースアナウンサー養成講座第5期生（同期に舩山陽司（元NHK・ラジオNIKKEI））

- 主に公営競技の実況をしている。2000年代後半～10年代前半の競艇、オートレースで大レースの実況を務めた。派手なフレーズを織り込むことは多くないものの、モーター音に負けない声質と正確な描写が特徴である。
- 競艇（ボートレース）では戸田競艇の実況の大半（2017年までは吉原完・堂前英男・また以前に多摩川競艇で実況していた野村達也との交替制だった）と、徳山競艇で行われる一部の開催を実況する。なお徳山では、地元である山口支部所属選手の登録地を市町村で紹介する。以前は徳山の実況が多かったが、現在は戸田の実況担当が多くなっている。2025年4月からは浜名湖競艇場の実況にも不定期で担当している。
- オートレースでは2007年9月24日オートレースグランプリ（船橋）、2012年4月30日オールスターオートレース（伊勢崎）などのSG優勝戦実況を担当。44年ぶりの女子選手としてデビューした坂井宏朱が初勝利を挙げた2011年8月21日の2Rと、最後の出走（6着）となった2012年1月15日の1Rも実況（坂井は最終レース後の走行練習における事故により殉職）した。船橋オート（2016年3月30日廃場）では、晩年のＧⅠ・ＧⅡ競走を吉原完と分け合う形で担当し、伝統の記念レース・オート発祥記念船橋オート祭最後の優勝戦（65周年記念・優勝は飯塚所属の岩見貴史）実況者となった。

## 現在・過去の担当番組
- 競艇
  - ボートレース戸田・ボートレース徳山実況（SG第33回戸田・笹川賞優勝戦、SG第19回戸田・グランドチャンピオン決定戦優勝戦、SG第47回・54回戸田・総理大臣杯優勝戦、戸田54周年・56周年G1戸田グランプリ優勝戦、戸田58周年・60周年G1戸田プリムローズ優勝戦、2011年東日本大震災被災地支援競走G1戸田ダイヤモンドカップ優勝戦、G1第60回・戸田関東地区選手権優勝戦他）
- オートレース
  - ダイジェスト ナレーション
  - 船橋オート・伊勢崎オート中継司会・実況 （SG千葉ロッテマリーンズ杯第11回船橋・オートレースGP優勝戦、UCCカップオート発祥62周年記念・サンケイスポーツ杯オート発祥65周年記念G1船橋オート祭優勝戦他）、2017年より川口オートの実況も担当していた。